# Cașovia
Cașovia (în slovacă Košice, pronunțat, în AFI [ˈkɔ.ʃɪ.ʦɛ]; în latină Cassovia, în maghiară Kassa, în germană Kaschau), este un oraș în Slovacia de est, aproape de granița cu Polonia, Ucraina și Ungaria. Cu o populație de 234.969 de locuitori, Cașovia este al doilea oraș ca mărime după Bratislava.
În anul 2013 a fost Capitală Europeană a Culturii alături de Marsilia.

## Demografie
| An:                | 1994    | 2004    | 2014    | 2024    |
| ------------------ | ------- | ------- | ------- | ------- |
| Număr de persoane: | 239.927 | 235.006 | 239.464 | 223.678 |
| Diferență:         |         | −2,05%  | +1,89%  | −6,59%  |

| An:                | 2023    | 2024    |
| ------------------ | ------- | ------- |
| Număr de persoane: | 225.044 | 223.678 |
| Diferență:         |         | −0,60%  |

## Personalități
- Ștefan Pongrácz (1583 - 1619), iezuit transilvănean, decedat la Cassovia / Košice, canonizat în 1995 de papa Ioan Paul al II-lea;
- Gyula Andrássy⁠(d) (1823 - 1890), prim-ministru al Transleithaniei;
- Ferenc Szálasi (1897 - 1946), criminal de război;
- Sándor Márai (1900 - 1989), scriitor;
- Géza von Radványi (1907 - 1986), regizor;
- Marie Kavková (1921 - 2000), filologă, traducătoare;
- Waldemar Matuška (1932 - 2009), cântăreț;
- Rudolf Schuster (n. 1934), președinte al Slovaciei, primul președinte de etnie germană într-un stat național slav;
- Anna Karolína Schmiedlová (n. 1994), tenismenă;
- David Dobrik (n. 1996), vlogger și personalitate din mediul online.

## Orașe înfrățite
- Oradea  România
- Debrețin  Ungaria
- Mișcolț  Ungaria
- Budapesta  Ungaria
- Wuppertal  Germania
- Cottbus  Germania
- Sankt Petersburg  Rusia
- Verona  Italia
- Ujhorod  Ucraina
- Rzeszów  Polonia
- Bursa  Turcia
- Plovdiv  Bulgaria
- Niș  Serbia